# Liga Asobal 1994-95
La Liga Asobal 1994-95 se desarrolló con una liga regular de dieciséis equipos en la que se enfrentaban todos contra todos a doble vuelta. Esta temporada los equipos que ascendieron directamente fueron el Prosesa Ademar León y el Cesurca Huétor Tájar.
El defensor del título, el Teka, solo pudo ser tercero, cediendo ante el Elgorriaga Bidasoa y el FC Barcelona, que empataron a puntos al final de la temporada regular, con victoria final para el equipo vasco. El Elgorriaga obtuvo su segundo título de liga, venciendo en la última jornada al Teka.

## Clasificación
| Pos | Equipo                     | J  | G  | E | P  | GF   | GC   | Dif  | Pts |
| --- | -------------------------- | -- | -- | - | -- | ---- | ---- | ---- | --- |
| 1   | Elgorriaga Bidasoa Irún    | 30 | 25 | 2 | 3  | 867  | 714  | 153  | 52  |
| 2   | F.C. Barcelona             | 30 | 25 | 2 | 3  | 899  | 726  | 173  | 52  |
| 3   | G.D. Teka Santander        | 30 | 22 | 2 | 6  | 889  | 805  | 84   | 46  |
| 4   | S.D. Teucro Pontevedra     | 30 | 19 | 3 | 8  | 873  | 811  | 62   | 41  |
| 5   | Cadagua Gáldar             | 30 | 19 | 2 | 9  | 995  | 931  | 64   | 40  |
| 6   | C.BM. Granollers           | 30 | 17 | 5 | 8  | 828  | 776  | 52   | 39  |
| 7   | S.D. Academia Octavio Vigo | 30 | 15 | 1 | 14 | 1010 | 1011 | –1   | 31  |
| 8   | C.BM. Valladolid           | 30 | 10 | 4 | 16 | 804  | 840  | –36  | 24  |
| 9   | A.D.C. Ciudad Real         | 30 | 11 | 2 | 17 | 821  | 882  | –61  | 24  |
| 10  | C.B. Alzira                | 30 | 11 | 1 | 18 | 893  | 970  | –77  | 23  |
| 11  | Avirresa Guadalajara       | 30 | 8  | 6 | 16 | 775  | 832  | –57  | 22  |
| 12  | Prosesa Ademar León        | 30 | 7  | 6 | 17 | 751  | 787  | –36  | 20  |
| 13  | Club Juventud Alcalá       | 30 | 8  | 4 | 18 | 820  | 849  | –29  | 20  |
| 14  | Balonmano Conquense        | 30 | 6  | 5 | 19 | 776  | 861  | –85  | 17  |
| 15  | Puleva Maristas Málaga     | 30 | 6  | 5 | 19 | 839  | 920  | –81  | 17  |
| 16  | EB Huétor Tájar            | 30 | 3  | 6 | 21 | 749  | 874  | –125 | 12  |

|  | EHF Champions League            |
|  | Recopa de Europa                |
|  | Copa EHF                        |
|  | EHF City Cup                    |
|  | Eliminatoria por la permanencia |
|  | Eliminatoria de descenso        |
|  | Descenso                        |